# Sunagawa
Sunagawa (砂川市; -shi) é uma cidade japonesa, localizada na subprovíncia de Sorachi, na província de Hokkaido.
Em 2003 a cidade tinha uma população estimada em 20 551 habitantes e uma densidade populacional de 261,16 h/km². Tem uma área total de 78,69 km².
Recebeu o estatuto de cidade a 1 de Julho de 1958.

## Referências

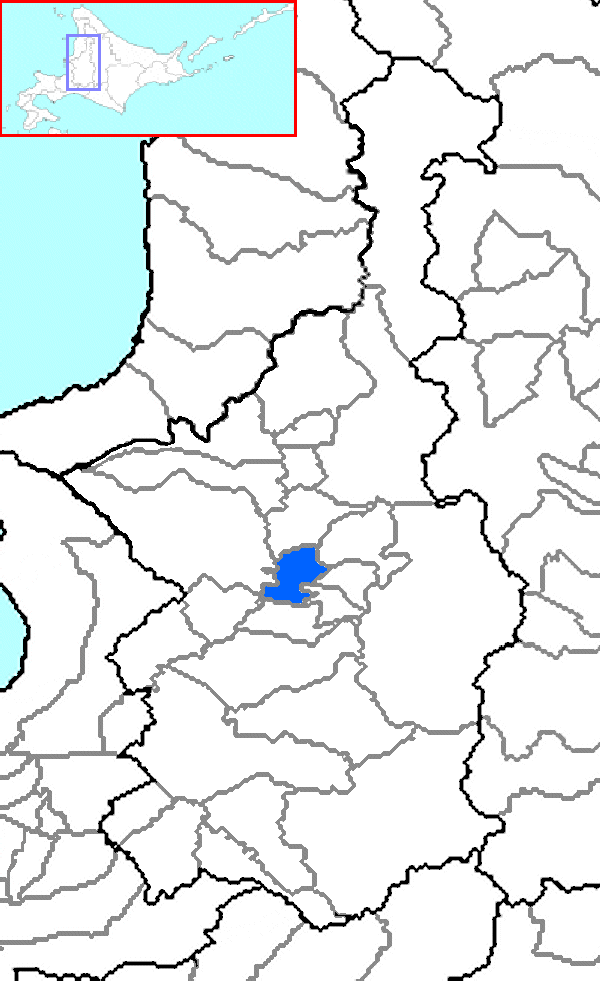